# Invasione giapponese della Manciuria
L'invasione giapponese della Manciuria fu un'invasione terrestre della regione cinese della Manciuria, da parte dell'Armata del Kwantung dell'Esercito imperiale giapponese. L'attacco cominciò il 19 settembre 1931, portando in pochi giorni all'occupazione dell'intera regione. La crisi sino-giapponese si arrestò ufficialmente il 27 febbraio 1932, quando i giapponesi instaurarono il governo fantoccio del Manciukuò e firmarono una tregua con il governo cinese, destinata a non durare a lungo. La loro occupazione durò fino al successo dell'Unione Sovietica e della Mongolia con l'operazione offensiva strategica della Manciuria a metà agosto 1945, verso la fine della seconda guerra mondiale.
La zona ferroviaria della Manciuria meridionale e la penisola coreana erano state sotto il controllo dell'Impero giapponese sin dalla guerra russo-giapponese del 1904-1905. La continua industrializzazione e militarizzazione del Giappone assicurò la sua crescente dipendenza dalle importazioni di petrolio e di metalli dagli Stati Uniti. Le sanzioni statunitensi che impedirono il commercio con gli Stati Uniti portarono il Giappone a promuovere la sua espansione nel territorio della Cina e del sud-est asiatico. L'invasione della Manciuria, o l'Incidente del ponte Marco Polo del 7 luglio 1937, sono talvolta citati come date d'inizio alternative per la seconda guerra mondiale, in contrasto con la data più comunemente accettata del 1º settembre 1939.
Con l'invasione che attirò grande attenzione internazionale, la Società delle Nazioni produsse la Commissione Lytton (guidata dal politico britannico Victor Bulwer-Lytton) per valutare la situazione, con l'organizzazione che consegnò i suoi risultati nell'ottobre 1932. I suoi risultati e le sue raccomandazioni affinché lo stato fantoccio giapponese del Manciukuò non fosse riconosciuto e il ritorno della Manciuria alla sovranità cinese spinsero il governo giapponese a ritirarsi totalmente dalla Società.

## Invasione e questioni diplomatiche

### L'annessione iniziale
Il 18 settembre 1931, il Quartier generale imperiale giapponese, che aveva deciso una politica di localizzazione dell'incidente, comunicò la sua decisione al comando dell'Armata del Kwantung. Tuttavia, il comandante in capo dell'Armata del Kwantung, il generale Shigeru Honjō, ordinò invece alle sue forze di procedere per espandere le operazioni lungo tutta la ferrovia della Manciuria meridionale. Su ordine del tenente generale Jirō Tamon, le truppe della 2ª Divisione risalirono la linea ferroviaria e conquistarono virtualmente ogni città lungo i suoi 1 170 km (730 mi) in pochi giorni.
Allo stesso modo il 19 settembre, in risposta alla richiesta del generale Honjō, l'Armata Joseon in Corea sotto il generale Senjūrō Hayashi, ordinò alla 20ª Divisione di dividere le sue forze, formando la 39ª Brigata Mista, che quel giorno partì per la Manciuria senza l'autorizzazione dell'imperatore. Il 19 settembre, i giapponesi occuparono Yingkou, Liaoyang, Shenyang, Fushun, Dandong, Siping (provincia di Jilin) e Changchun. Il 21 settembre, i giapponesi conquistarono la città di Jilin. Il 23 settembre, i giapponesi presero Jiaohe (provincia di Jilin) e Dunhua. Il 1 ottobre, Zhang Haipeng si arrese nell'area di Taonan. A un certo punto di ottobre, Ji Xing (吉興) cedette l'area della Prefettura autonoma coreana di Yanbian ed il 17 ottobre Yu Zhishan si arrese ai giapponesi nel Liaoning orientale.
Tokyo riimase scioccata dalla notizia dell'armata che agiva senza ordini del governo centrale. Il governo civile giapponese venne gettato nello scompiglio da questo atto d'insubordinazione "gekokujō", ma quando cominciarono ad arrivare notizie di una rapida vittoria dopo l'altra, si sentì impotente ad opporsi all'armata, e la sua decisione fu quella d'inviare immediatamente altre tre divisioni di fanteria dal Giappone, a cominciare dalla 14ª Brigata Mista della 7ª Divisione. Durante questa era, il governo eletto poteva essere tenuto in ostaggio dall'Esercito e dalla Marina, poiché i membri dell'Esercito e della Marina erano costituzionalmente necessari per la formazione dei governi. Senza il loro sostegno, il governo sarebbe crollato.

### I movimenti secessionisti
Dopo che il governo provinciale di Liaoning fuggì da Mukden, venne sostituito da un "Comitato per la conservazione del popolo" che dichiarò la secessione della provincia di Liaoning dalla Repubblica di Cina. Altri movimenti secessionisti vennero organizzati nel Kirin occupato dai giapponesi e dal generale Xi Qia, capo dell'Esercito del "Nuovo Kirin", e ad Harbin dal generale Zhang Jinghui. All'inizio di ottobre, a Taonan, nella provincia nord-occidentale di Liaoning, il generale Zhang Haipeng dichiarò il suo distretto indipendente dalla Cina, in cambio di una spedizione di un gran numero di rifornimenti militari da parte dell'esercito giapponese.
Il 13 ottobre, il generale Zhang Haipeng ordinò a tre reggimenti dell'Esercito di bonifica Hsingan sotto il generale Xu Jinglong a nord di prendere la capitale della provincia di Heilongjiang a Qiqihar. Alcuni elementi della città si offrirono di arrendersi pacificamente nella vecchia città fortificata e Zhang avanzò cautamente per accettare. Tuttavia la sua avanguardia venne attaccata dalle truppe del generale Dou Lianfang ed in un feroce combattimento con una compagnia del Genio che difendeva la sponda nord, venne mandata in fuga con pesanti perdite. Durante questo combattimento, il ponte ferroviario di Nenjiang venne fatto saltare con la dinamite dalle truppe fedeli al generale Ma Zhanshan per impedirne l'uso.

### La resistenza all'invasione
Usando la riparazione del ponte sul fiume Nen come pretesto, i giapponesi inviarono una squadra di riparazione all'inizio di novembre sotto la protezione delle truppe giapponesi. Scoppiarono combattimenti tra le forze giapponesi e le truppe fedeli al governatore ad interim della provincia di Heilongjiang, il generale musulmano Ma Zhanshan, che scelse di disobbedire al divieto del governo del Kuomintang di ulteriore resistenza all'invasione giapponese.
Nonostante il suo fallimento nel tenere il ponte, il generale Ma Zhanshan divenne un eroe nazionale in Cina per la sua resistenza al ponte di Nenjiang, che venne ampiamente riportata dalla stampa cinese e internazionale. La pubblicità ispirò più volontari ad arruolarsi nelle armate volontarie antigiapponesi.
Il ponte riparato rese possibile l'ulteriore avanzata delle forze giapponesi e dei loro treni blindati. Truppe aggiuntive dal Giappone, in particolare la 4ª Brigata Mista dell'8ª Divisione, vennero inviate a novembre.
Il 15 novembre 1931, nonostante avesse perso più di 400 uomini e 300 feriti dal 5 novembre, il generale Ma rifiutò un ultimatum giapponese di arrendersi a Qiqihar. Il 17 novembre, con tempo sotto zero, 3 500 soldati giapponesi, sotto il comando del generale Jirō Tamon, lanciarono un attacco, costringendo il generale Ma a lasciare Qiqihar entro il 19 novembre.

### Le operazioni nella Cina meridionale e nordorientale
Alla fine di novembre 1931, il generale Honjō inviò 10 000 soldati in 13 treni blindati, scortati da uno squadrone di bombardieri, in un'avanzata su Chinchow da Mukden. Questa forza era avanzata entro 30 chilometri (19 mi) da Chinchow quando ricevette l'ordine di ritirarsi. L'operazione venne annullata dal ministro della Guerra giapponese, il generale Jirō Minami, a causa dell'accettazione della forma modificata di una proposta della Società delle Nazioni per una "zona neutrale" da istituire come zona cuscinetto tra la Cina propriamente detta e la Manciuria in attesa di una futura conferenza di pace cino-giapponese da parte del governo civile del primo ministro barone Wakatsuki a Tokyo.
Tuttavia, le due parti non riuscirono a raggiungere un accordo duraturo. Il governo Wakatsuki presto cadde e venne sostituito da un nuovo governo guidato dal primo ministro Inukai Tsuyoshi. Ulteriori negoziati con il governo del Kuomintang fallirono ed il governo giapponese autorizzò il rafforzamento delle truppe in Manciuria. A dicembre, il resto della 20ª Divisione di fanteria, insieme alla 38ª Brigata Mista della 19ª Divisione di fanteria, venne inviata in Manciuria dalla Corea, mentre l'8ª Brigata Mista della 10ª Divisione di fanteria venne inviata dal Giappone. La forza totale dell'Armata del Kwantung venne così aumentata a circa 60 450 uomini.
Con questa forza più forte, l'esercito giapponese annunciò il 21 dicembre l'inizio di operazioni antibanditismo su larga scala in Manciuria per reprimere un crescente movimento di resistenza da parte della popolazione cinese locale nelle province di Liaoning e di Kirin. Il 28 dicembre in Cina venne formato un nuovo governo, dopo che tutti i membri del vecchio governo di Nanchino si erano dimessi. Ciò gettò in subbuglio il comando militare e l'esercito cinese si ritirò a sud della Grande Muraglia nella provincia di Hebei, una mossa umiliante che abbassò l'immagine internazionale della Cina.

### L'occupazione della Cina nordorientale
Con la Manciuria meridionale al sicuro, i giapponesi si voltarono a nord per completare l'occupazione della Manciuria. Poiché i negoziati con i generali Ma Zhanshan e Ting Chao per disertare dalla parte filo-giapponese erano falliti, all'inizio di gennaio il colonnello Kenji Doihara chiese al generale collaborazionista Qia Xi di far avanzare le sue forze e prendere Harbin.
L'ultima grande forza regolare cinese nel nord della Manciuria era guidata dal generale Ting Chao che organizzò con successo la difesa di Harbin contro il generale Xi fino all'arrivo della IJA 2ª divisione sotto il generale Jirō Tamón. Le forze giapponesi presero Harbin il 4 febbraio 1932.
Entro la fine di febbraio Ma aveva chiesto termini e si era unito al governo del Manciukuò appena formato come governatore della provincia di Heilongjiang e ministro della guerra.
Il 27 febbraio 1932, Ting si offrì di cessare le ostilità, ponendo fine alla resistenza cinese ufficiale in Manciuria, sebbene il combattimento della guerriglia e delle forze irregolari continuassero mentre il Giappone trascorreva molti anni nella sua campagna per pacificare il Manciukuò.

Mappa dello stato del Manciukuò nel 1939

## Conseguenze
La conquista della Manciuria, una terra ricca di risorse naturali, venne ampiamente vista come un'"ancora di salvezza" economica per salvare il Giappone dagli effetti della Grande Depressione, generando molto sostegno pubblico. La storica americana Louise Young descrisse il Giappone dal settembre 1931 alla primavera del 1933 come preso dalla "febbre della guerra" poiché la conquista della Manciuria si rivelò una guerra estremamente popolare. La metafora di un'"ancora di salvezza" suggeriva che la Manciuria fosse cruciale per il funzionamento dell'economia giapponese, il che spiega perché la conquista della Manciuria fosse così popolare e perché in seguito l'opinione pubblica giapponese fosse così ostile a qualsiasi suggerimento di lasciar andare la Manciuria.
A quel tempo, la censura in Giappone non era neanche lontanamente rigorosa come divenne in seguito, e Young osservò: "Se lo avessero desiderato, nel 1931 e nel 1932 sarebbe stato possibile per giornalisti ed editori esprimere sentimenti contro la guerra". Il giornale liberale Kaizō criticò la guerra, con il giornalista Gotō Shinobu nell'edizione del novembre 1931 che accusò l'Armata del Kwangtung di un "doppio colpo di stato" sia contro il governo di Tokyo che contro il governo della Cina. Voci come Kaizō erano una minoranza poiché giornali mainstream come Asahi scoprirono presto che una posizione editoriale contro la guerra danneggiava le vendite, e così passarono a una posizione editoriale aggressivamente militarista come il modo migliore per aumentare le vendite. La più famosa pacifista del Giappone, la poetessa Akiko Yosano, aveva fatto scalpore nel 1904 con la sua poesia contro la guerra "Fratello non dare la tua vita", indirizzata al fratello minore in servizio nell'esercito imperiale che definiva la guerra con la Russia stupida ed insensata. Tale era l'entità della "febbre di guerra" in Giappone nel 1931 che persino Akiko soccombette, scrivendo una poesia nel 1932 lodando il bushidō, esortando l'Armata del Kwantung ad "infrangere i sogni femminizzati di compromesso" e dichiarò che morire per l'Imperatore in battaglia era l'atto "più puro" che un giapponese potesse compiere.
I media occidentali riportarono gli eventi con resoconti di atrocità come il bombardamento di civili o il fuoco su sopravvissuti sotto shock. Suscitò una notevole antipatia per il Giappone, che durò fino alla fine della seconda guerra mondiale.
Quando la Commissione Lytton pubblicò un rapporto sull'invasione, nonostante le sue affermazioni secondo cui la Cina aveva in una certa misura provocato il Giappone, e la sovranità cinese sulla Manciuria non era assoluta, il Giappone lo prese come un rimprovero inaccettabile e si ritirò dalla già declinante Società delle Nazioni, che contribuì anche a creare l'isolamento internazionale.
La crisi della Manciuria ebbe un significativo effetto negativo sulla forza morale e sull'influenza della Società delle Nazioni. Come i critici avevano previsto, la Società era impotente se una nazione forte decideva di perseguire una politica aggressiva contro altri paesi, consentendo a un paese come il Giappone di commettere un'aggressione palese senza gravi conseguenze. Anche Adolf Hitler e Benito Mussolini ne erano consapevoli ed alla fine entrambi seguirono l'esempio del Giappone nell'aggressione contro i loro vicini: nel caso dell'Italia, contro l'Abissinia; nel caso della Germania, contro la Cecoslovacchia e contro la Polonia.